# نعيم حداد
نعيم حميد حداد هو سياسي عراقي ولد في الناصرية سنة 1933. كان عضوا في حزب البعث العربي الاشتراكي منذ الخمسينات.
شغل منصب الأمين العام للجبهة الوطنية التقدمية والتي تشكلت في عام 1974.
في 11 تشرين الثاني 1974، عين وزيرا للشباب خلفا لعدنان أيوب صبري العزي الذي شغل منصب وزير النقل. وخلال هذه الفترة شغل منصب رئيس اللجنة الأولمبية الوطنية العراقية لكونه وزيرا للشباب. وفي 23 كانون الثاني 1977، شغل منصب وزير دولة وعضو مجلس قيادة الثورة حتى عام 1986. وعند تولي صدام حسين منصب الرئاسة في 16 تموز 1979، عين نائبا لرئيس الوزراء، لكنه أقيل في 30 حزيران 1982.
في أب 1979، ترأس المحكمة التي صفت قيادات في حزب البعث وحكمت بإعدام 22 شخصا، بينهم 5 من أعضاء القيادة القطرية.
فاز بمقعد في انتخابات المجلس الوطني التي جرت في 20 حزيران 1980، واختير لشغل منصب رئيسا للمجلس الوطني للفترة من 1 تموز 1980 إلى 1983، وهو أول مجلس نواب في العراق منذ سقوط النظام الملكي بعد ثورة 14 تموز 1958.
أعفي من جميع مناصبه في حزيران 1986.

## روابط خارجية
- نعيم حداد ليس صابئياً 2